# 武渟川别
武渟川别是古代日本的皇族，在古事记作建沼河别命。是第8代天皇孝元天皇的皇子大彦命之子，阿倍氏的始祖，四道将军之一，垂仁天皇朝的五大夫之一。

## 记录
根据《日本书纪》，崇神天皇10年9月9日，武渟川别被派遣到东海道，和北陆的大彦命、西道的吉备津彦命、丹波的丹波道主命并称为四道将军。崇神天皇60年7月14日，武渟川别与吉备津彦受天皇之命，诛杀了出雲振根。
垂仁天皇25年2月8日，与彥國葺命、大鹿岛、物部十千根、大伴武日一同被任命为大夫，主持祭祀神明。

## 后裔
武渟川别被认为是阿倍臣的远祖。另外根据新撰姓氏录，竹田臣亦是武渟川别的后代。
另外根据《先代旧事本纪》，支配那须国的那須国造的祖先是“建沼河命”，也被比定为武渟川别。